# Jefferson (Maine)
Jefferson és una població dels Estats Units a l'estat de Maine (EUA). Segons el cens del 2000 tenia 2.388 habitants.

## Demografia
Segons el cens del 2000, Jefferson tenia 2.388 habitants, 945 habitatges, i 687 famílies. La densitat de població era de 17,5 habitants/km².
Dels 945 habitatges en un 31,7% hi vivien nens de menys de 18 anys, en un 62,4% hi vivien parelles casades, en un 6,3% dones solteres, i en un 27,2% no eren unitats familiars. En el 21,2% dels habitatges hi vivien persones soles el 9,1% de les quals corresponia a persones de 65 anys o més que vivien soles. El nombre mitjà de persones vivint en cada habitatge era de 2,52 i el nombre mitjà de persones que vivien en cada família era de 2,91.
Per edats la població es repartia de la següent manera: un 24,6% tenia menys de 18 anys, un 5,5% entre 18 i 24, un 28,7% entre 25 i 44, un 26,3% de 45 a 60 i un 14,9% 65 anys o més.
L'edat mediana era de 40 anys. Per cada 100 dones de 18 o més anys hi havia 98,6 homes.
La renda mediana per habitatge era de 42.311 $ i la renda mediana per família de 45.694 $. Els homes tenien una renda mediana de 30.865 $ mentre que les dones 25.430 $. La renda per capita de la població era de 20.298 $. Entorn del 7,3% de les famílies i el 12,3% de la població estaven per davall del llindar de pobresa.